# 霍華德·泰勒·立克次
霍華德·泰勒·立克次（英語：Howard Taylor Ricketts，1871年2月9日—1910年5月3日）是一名美國病理學家，立克次體科和立克次體目即以他的名字命名。
立克次出生於俄亥俄州芬德利。在他職業生涯的早期，立克次在西北大學進行關於芽生菌病的研究。後來他在蒙大拿州的比特根山谷和芝加哥大學從事落磯山斑點熱的研究。早期在蒙大拿州漢密爾頓進行的病理學、昆蟲學和流行病學研究，導致最終在那裡成立了落磯山實驗室。
在蒙大拿州時，立克次和他的助手發現攜帶落磯山斑點熱病原體的載體是一種蜱蟲，即落磯山木蜱（Dermacentor andersoni；其他一些蜱的種類，例如變異革蜱也是載體）。當時並不清楚這種病原體是哪種生物；最終它被命名為立克次體，是第一個被確認的立克次體目。然而幾十年來，在電子顯微鏡和其他技術變得足夠先進之前，人們不知道立克次體是細菌、病毒，還是介於兩者之間的東西。現在已知它們是專門用於細胞內寄生的細菌。
立克次致力於他的研究，並多次給自己注射病原體以研究其影響。引起落磯山斑點熱的病原體立氏立克次體即以他的名字命名。在這個同名屬之後，更大的科和目被賦予了它們的名字。
1910年，由於墨西哥城的一次疫情大爆發，以及該病與斑點熱的明顯相似性，立克次對一種被稱為tabardillo的鼠亞科攜帶的斑疹傷寒感興趣。在分離出他認為導致斑疹傷寒的生物體幾天後，他自己就死於這種疾病。他的最後一篇論文是與R·M·懷爾德合作撰寫的。
立克次的妻子邁拉·塔布斯·立克次（Myra Tubbs Ricketts）和孩子們在世。他的家族於1912年在芝加哥大學設立了一個年度學生研究獎——霍華德·泰勒·立克次獎。值得一提的立克次獎得主包括朱利安·赫爾曼·劉易斯（1913年）、勞雷塔·班德（1923年）、莎拉·伊莉莎白·布蘭漢姆（1924年）、蓋爾·門羅·戴克（1925年）和莫里斯·希勒曼（1945年）。